# Macroplax
Macroplax är ett släkte av insekter. Macroplax ingår i familjen fröskinnbaggar.
Släktet innehåller bara arten Macroplax preyssleri.